# 正福寺 (墨田区)
正福寺（しょうふくじ）は、東京都墨田区にある真言宗智山派の寺院。山号は月光山、院号は薬王院。本尊は薬師瑠璃光如来。境内には鎌倉時代中期、宝治2年（1248）在銘、都内最古の板碑がある。

## 概要
1602年（慶長7年）、宥盛によって開山された。歴代住職の中にネコ好きがおり、多くのネコを飼っていたことから「ねこ寺」と呼ばれていた。
門前に「首塚」と呼ばれる祠がある。1833年（天保4年）、隅田川の浚渫工事をした際に、多くの人骨が発見された。とりわけ頭蓋骨が多かったことから、葬った所を「首塚」と呼ぶようになった。いつしか、首から上の部分の病気を治すご利益があると言われるようになった。
これらの人骨の由来は謎であるが、当寺では「南北朝時代からの戦死者の頭骨を葬った」としている。

## 交通アクセス
- 東武スカイツリーライン鐘ヶ淵駅より徒歩5分（経路案内）。